# Valéria Csányi
Valéria Csányi (* 2. Oktober 1958 in Budapest) ist eine ungarische Dirigentin.

## Leben
Sie erhielt 1984 ein Dirigenten-Diplom an der Budapester Franz-Liszt-Musikakademie, bei András Kórodi und Ervin Lukács. Sie besuchte Meisterkurse von Karl Österreicher in Wien, Péter Eötvös in Szombathely und Milan Horvat in Salzburg.
Seit 1983 ist sie Mitglied der Ungarischen Staatsoper, zunächst als Répétiteurin. Während ihrer Tutorialarbeit trainierte sie den Chor und auch Solisten für fast das gesamte Repertoire der Oper. Sie hatte 1988 die Gelegenheit, Opern zu dirigieren (zuerst den Don Pasquale), wobei ihr mehrere Stücke gegeben wurden, und sie dirigierte auch Premieren. 1995 dirigierte sie erstmals eine Ballettaufführung, den Nussknacker, den sie seitdem mehr als 150 Mal dirigiert hat.
Zwischen 1995 und 2009 nahm sie an allen Ballettproduktionen des Opernhauses teil. Lange Zeit war sie die am meisten beschäftigte Dirigentin der Oper, wo sie etwa 700 Aufführungen dirigierte. Sie tourte durch Österreich, Deutschland, Polen, Spanien, Schweden und Mexiko. Sie machte eine CD-Aufnahme der Operette Fürstin Ninetta von Johann Strauss (Sohn) mit dem Stockholmer Strauss Orkester für Naxos Records sowie die erste vollständige Aufnahme von Ferenc Erkels Oper István király. Sie arbeitet gerade an der kompletten Orchestermusik von Leo Weiner.